# Ray S. Birdsong
Ray Stuart Birdsong (* 18. Juni 1935 in Naples, Collier County, Florida; † 1. Januar 1995 in Virginia Beach, Virginia) war ein US-amerikanischer Ichthyologe und Hochschullehrer. Sein Forschungsschwerpunkt galt den Grundeln.

## Leben
Birdsong war der Sohn von Stuart M. Birdsong und Frankie Louise Green. Sein Großvater war ein Berufsfischer und sein Großvater ein Krabbenfischer, was bei ihm das Interesse für Fische und die Meereskunde weckte. Birdsong absolvierte seine gesamte Schulausbildung in Florida. Er besuchte die öffentlichen Schulen des Bundesstaates und erwarb an der Florida State University sowohl den Bachelor-Abschluss (1962) als auch mit der Arbeit Hybridization between two species of sunfishes, Lepomis macrochirus Rafinesque and Chaenobryttus gulosus (Cuvier) den Master of Science (1963). Zwischen der High School und dem College arbeitete Birdsong zwei Jahre lang als Rohrschlosser und diente dann drei Jahre lang als Kryptoanalytiker in der United States Army. 1969 wurde er mit der Dissertation A systematic review of the gobiid fish genus Microgobius with special emphasis on osteology zum Ph.D. an der University of Miami promoviert.
1968 trat Birdsong in die Abteilung für Biowissenschaften der Old Dominion University (ODU) in Norfolk, Virginia, ein, die zu der Zeit noch Old Dominion College hieß. Abgesehen von einer einjährigen Tätigkeit als Programmdirektor für Systematik an der National Science Foundation (NSF) von 1970 bis 1971 verbrachte Birdsong seine gesamte Karriere an der ODU und erhielt 1989 den Rang eines ordentlichen Professors. 
Birdsong war Betreuer von 30 Masterstudenten und Doktoranden. Er war Mitglied bei Phi Eta Sigma und Sigma Xi sowie 18 Jahre lang Vorstandsmitglied der American Society of Ichthyologists and Herpetologists (ASIH). Zu den Hochschullehrgängen, die er unterrichtete, zählten Biowissenschaften, vergleichende Anatomie von Wirbeltieren, Evolution, Fischereibiologie, Meeresökologie, biologische Ozeanographie, Ichthyologie und Zoogeographie.
Birdsongs Forschungsinteressen waren vielfältig und reichten von der Grundlagenforschung bis hin zur streng angewandten Wissenschaft. Von 1971 bis 1972 leitete er die Fisch-Forschungsgruppe für ein großes Projekt der Smithsonian Institution, um Fördermittel für ein ökologisches Modell eines Korallenriff-Ökosystems zu sichern. An den von der NSF finanzierten Planungsarbeiten waren über 75 Wissenschaftler aus der ganzen Welt beteiligt. Die Bemühungen dauerten über anderthalb Jahre und gipfelten in einer zweiwöchigen Konferenz der Teilnehmer am Glovers Reef in Britisch-Honduras, auf der der grundlegende Rahmen für die Modellentwicklung festgelegt wurde. Obwohl die NSF beschloss, das Projekt wegen des hohen Finanzbedarfs nicht weiter fortzusetzen, war das Vorhaben eine wichtige Erfahrung in den Bemühungen von Ökologen bei der Gestaltung eines komplexen marinen Ökosystems. 
Von 1980 bis 1984 führte Birdsong im Auftrag des National Marine Fisheries Service das Atlantic Bluefin Tuna and Billfish Sportfishing Survey durch. Die Erhebung, die das Gebiet von Cape Hatteras, North Carolina, bis Gloucester, Massachusetts, abdeckte, war zu der Zeit das größte Projekt zur Erfassung von Daten über die Hochseefischerei von pelagischen Fischen, insbesondere über den Roten Thun und den Schwertfisch. Obwohl das Programm eher strikt angewandt wurde, war Birdsong für ein Stichprobenkonzept verantwortlich, das eine Schätzung der Gesamtfangmenge und Daten für die Bestandsbewertung liefern sollte. Ein großer Teil der Mittel diente der Finanzierung von Sommerjobs für Studenten an der ODU und anderen Einrichtungen von North Carolina bis Massachusetts. Kurz vor seinem Tod war Birdsong aktiv an der Erstellung eines Handbuchs über die Fischpopulation der Chesapeake Bay beteiligt, wobei eine Vielzahl seiner Studenten die Ökologie und Biologie der Fischarten dieser Region erforschten. Birdsong betreute ein breites Spektrum an grundlegenden und angewandten Projekten. Dazu gehörten Studien über die jahreszeitliche und räumliche Verbreitung von Fischen in der unteren Chesapeake Bay, Studien über Alter, Wachstum und Fortpflanzung des Schwarzen Trommlers (Pogonias cromis), der Nacktgrundel (Gobiosoma bosc), des Piratenbarsches (Aphredoderus sayanus) und der Lippfischart Tautoga onitis, Studien zur Nahrungsökologie der Fische der Magothy Bay und des Lake Drummond, der Fische künstlicher Riffe, der Zahnkärpflinge und der Umberfische sowie Studien zu den Auswirkungen verschiedener Pflanzenschutzmittel auf Fische. Die Untersuchung von Zooplankton-Populationsmustern in der unteren Chesapeake Bay war ein Forschungsprojekt, das er in der zweiten Hälfte seiner Karriere durchführte und das sich deutlich von seinen anderen Forschungsaktivitäten unterschied. 
Die Erforschung der Zooplankton-Ökologie eröffnete Birdsong die Möglichkeit, sich eingehend mit dem Bereich der Ökosysteme auseinanderzusetzen, an dem er viel Interesse, aber wenig Erfahrung hatte. Darüber hinaus bot sie ihm ein hervorstechendes Instrument zur Ausbildung von Studenten, da diese Arbeit von der staatlichen Wasserkontrollbehörde von Virginia großzügig finanziert wurde. Trotz seines breiten Interesses an der Ichthyologie fokussierte sich Birdsong in seinen Studien hauptsächlich auf die Ordnung der Grundelartigen. Sein Hauptziel war es, die Phylogenie der Grundeln zu klären und sie für detaillierte evolutionäre Studien durch ihn und andere Forscher leichter zugänglich zu machen. In seiner 1975 veröffentlichten Publikation The osteology of Microgobius signatus Poey (Pisces: Gobiidae) with comments on other gobiid fishes unterschied Birdsong etwa 30 Skelettmerkmale zur Definition der Gruppe. Seine Entdeckung der variablen Pterygiophorenmuster der Rückenflosse hat sich als äußerst wertvolles Merkmal für die Systematik der Grundeln erwiesen. 
Birdsong beschrieb die Gattungen Akko Birdsong & Robins, 1995 und Robinsichthys Birdsong, 1988 sowie die Arten Akko dionaea Birdsong & Robins, 1995, Etheostoma collettei Birdsong & Knapp, 1969, Microgobius crocatus Birdsong, 1968 und Robinsichthys arrowsmithensis Birdsong, 1988

## Privates
Im Oktober 1961 heiratete Birdsong Veronica Anna Burkhardt, eine Kommilitonin von der Florida State University. Im Oktober 1962 wurde der Sohn Scott geboren. Birdsong starb am frühen Morgen des 1. Januar 1995 an den Komplikationen einer viralen Lungenentzündung.

## Dedikationsnamen
Nach Birdsong sind die Arten Boleophthalmus birdsongi Murdy, 1989, Gobulus birdsongi Hoese & Reader, 2001 und Stiphodon birdsong Watson, 1996 benannt.